# Tamarix aphylla
Tamarix aphylla är en tamariskväxtart som först beskrevs av Carl von Linné, och fick sitt nu gällande namn av Karst. Tamarix aphylla ingår i släktet tamarisker, och familjen tamariskväxter. Inga underarter finns listade.

## Bildgalleri

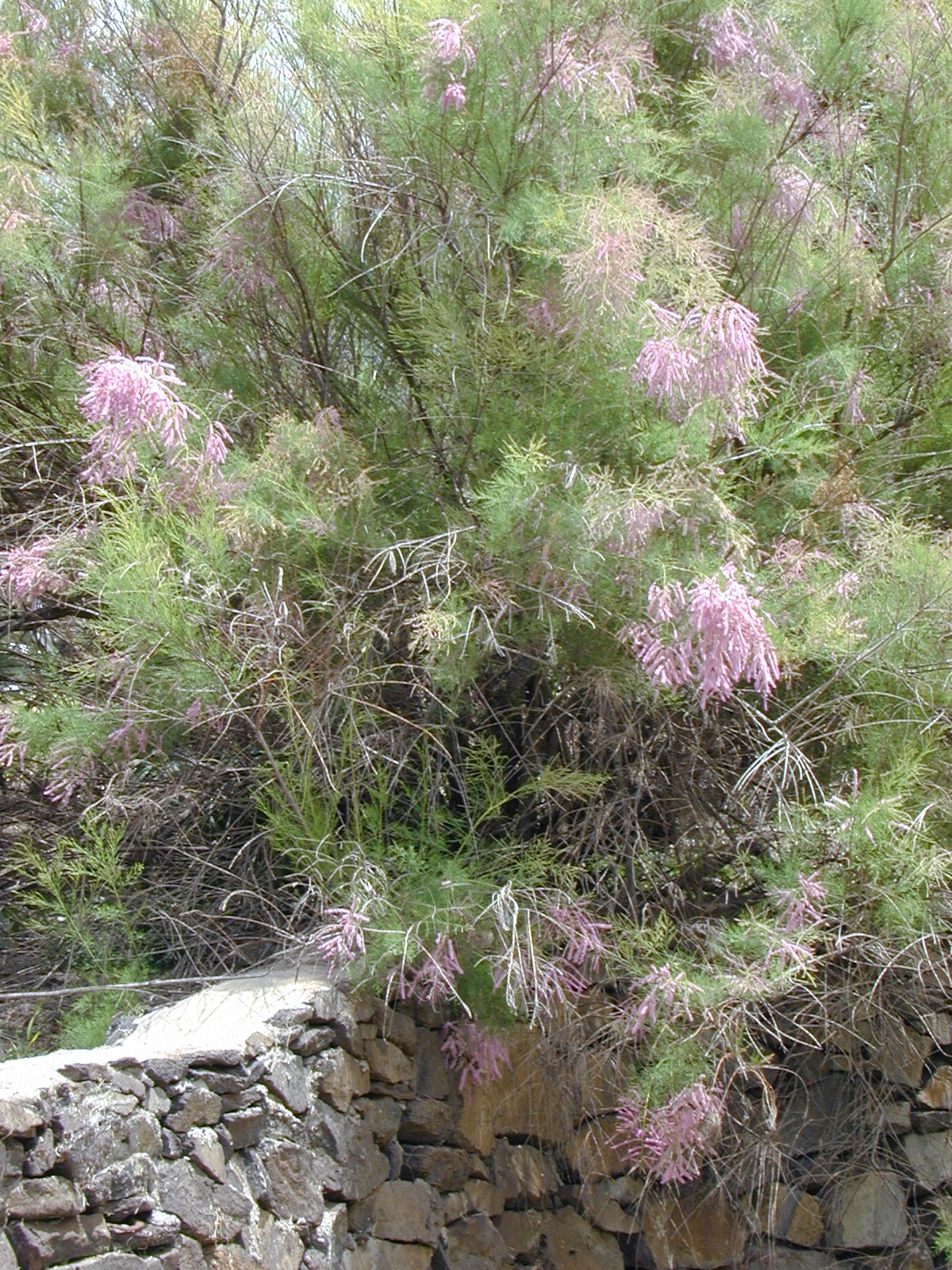
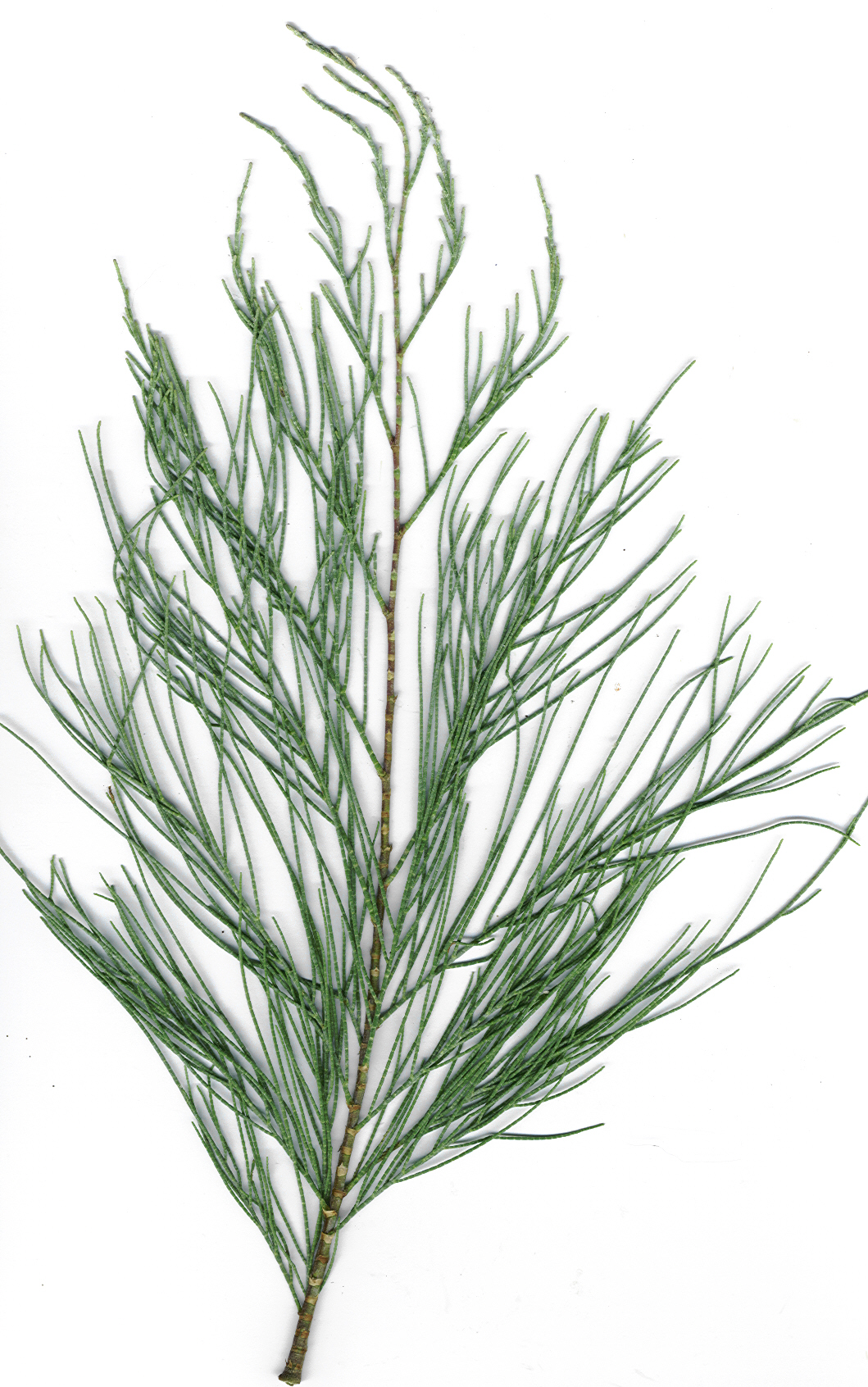
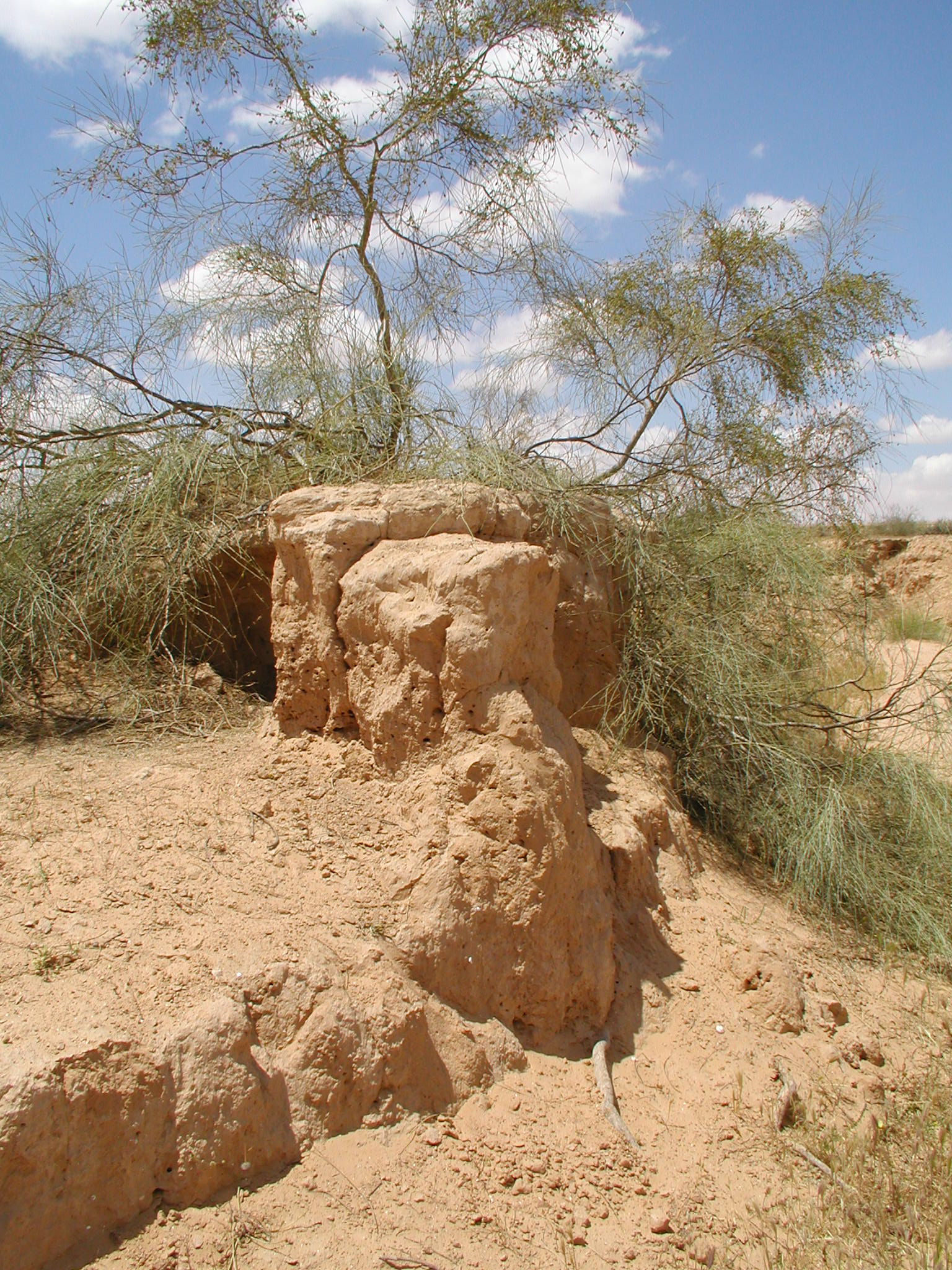
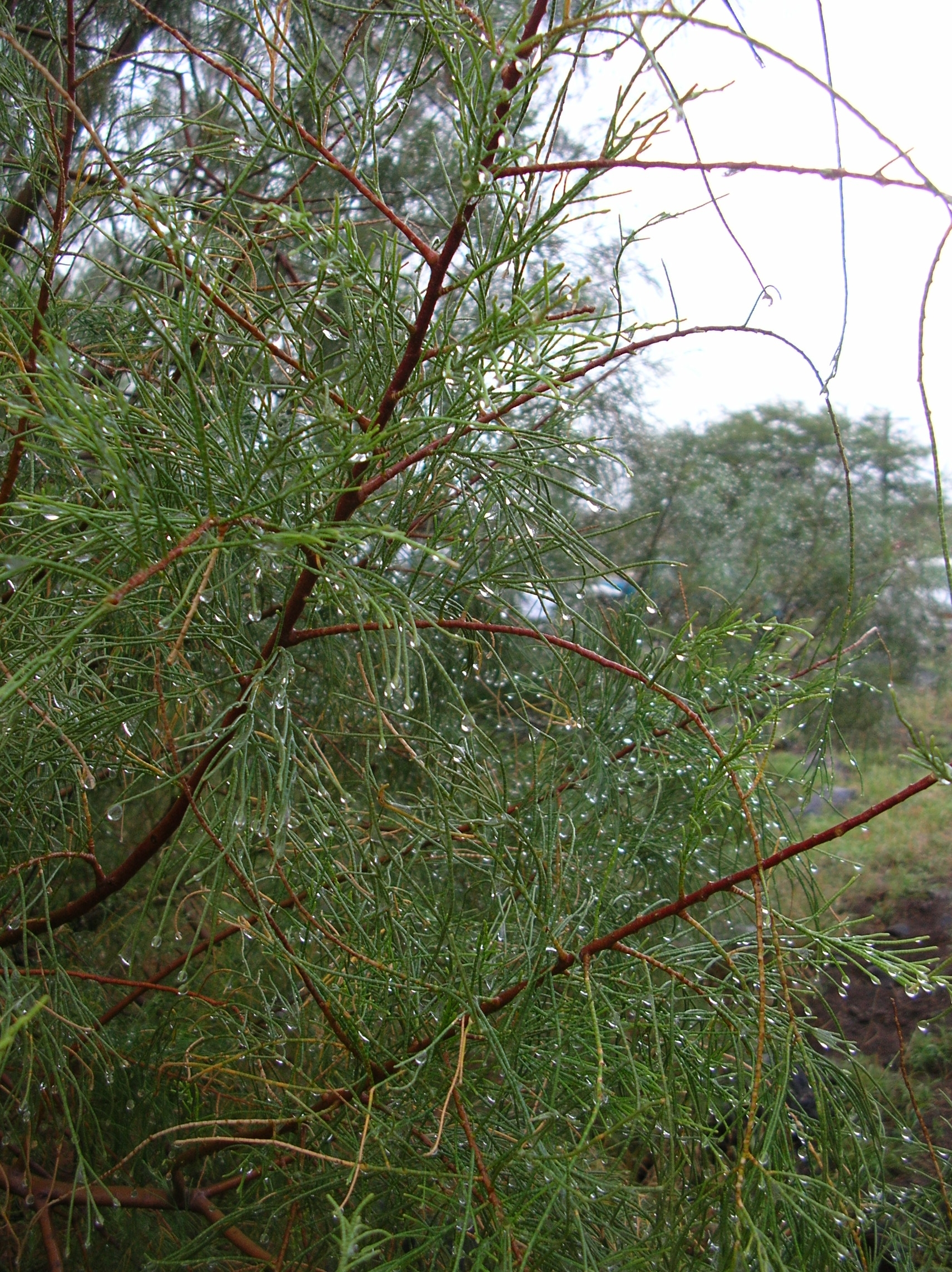
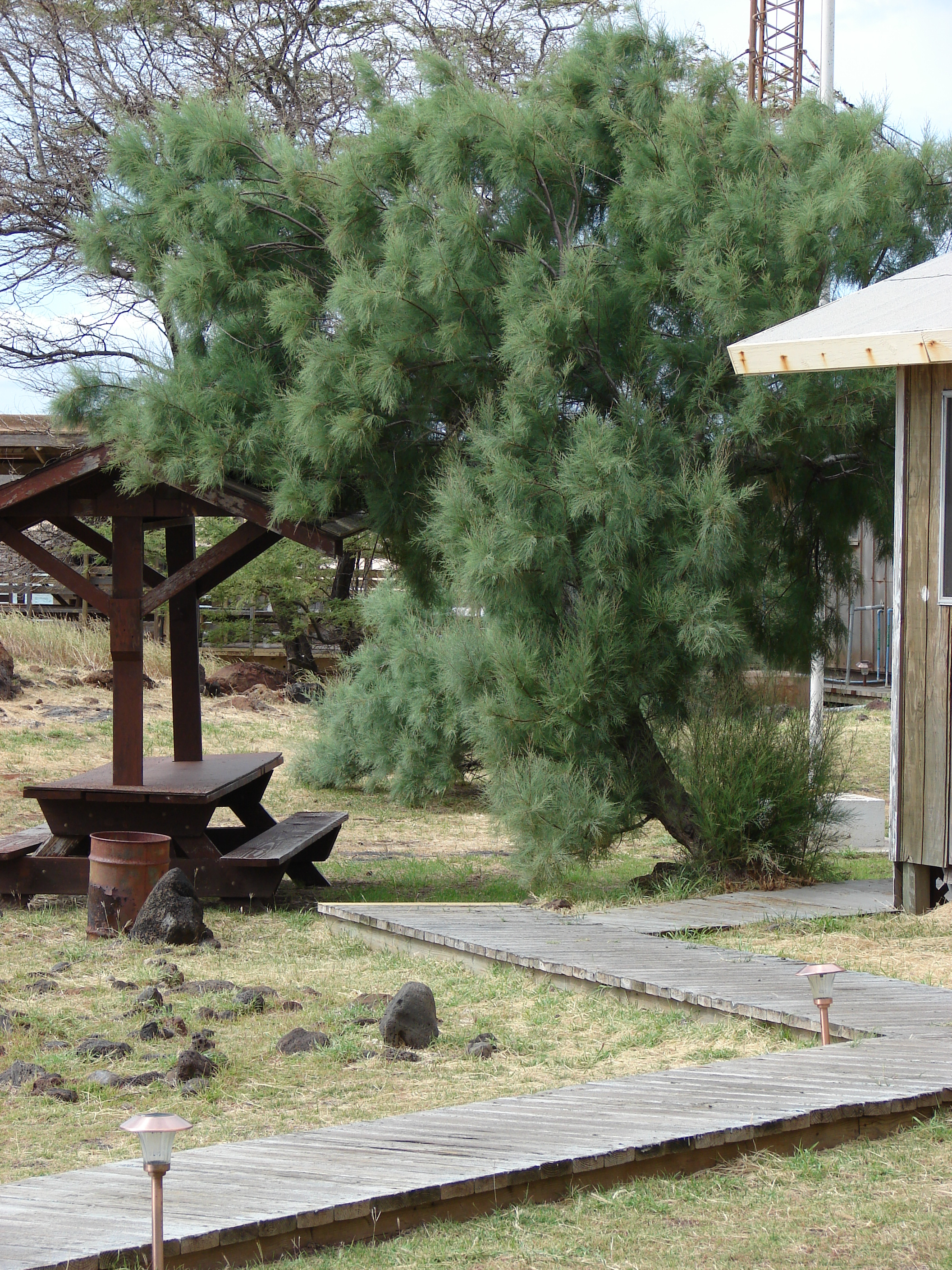
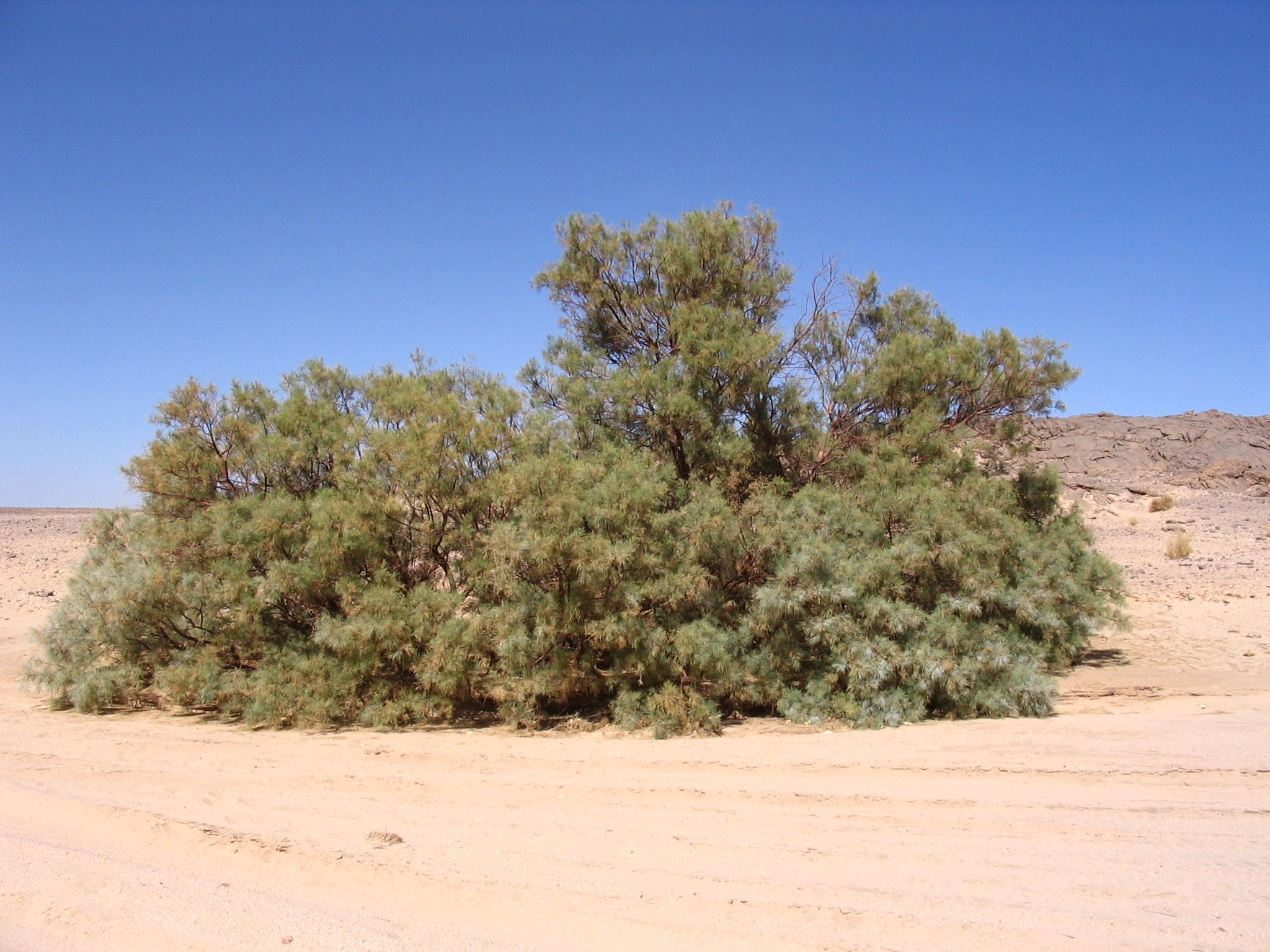